# Abílio Pereira de Almeida
Abilio Pereira de Almeida (São Paulo, 26 de fevereiro de 1906 — São Paulo, 12 de maio de 1977) foi um autor, produtor, ator e diretor teatral brasileiro.

## Biografia
Formado em Direito pela Universidade de São Paulo, começou como ator em montagens beneficentes de Alfredo Mesquita. Juntos eles fundam o Grupo de Teatro Experimental, o GTE.
Foi um dos fundadores do Teatro Brasileiro de Comédia, o TBC, não só como ator mas principalmente como autor com a peça "A Mulher do Próximo", estrelada por Cacilda Becker.
No TBC encena também de sua autoria, "Paiol Velho", "Santa Marta Fabril", e "Rua São Luís, 27". Vai para a Companhia Vera Cruz onde participa como ator dos filmes Caiçara, Terra É Sempre Terra, Angela, Tico-Tico no Fubá, Apassionata e Sai da Frente — que lançou Mazzaropi.
Produziu filmes importantes pela Brasil Filmes no final da década de 1950 como "Moral em concordata", "O Sobrado" e "Estranho Encontro". No primeiro filme se destaca Odete Lara, de cuja carreira foi um dos principais incentivadores.
Escreveu várias peças para outras companhias como "Dona Violante Miranda" que virou filme com Dercy Gonçalves, "O Comício", "Os Marginalizados", "O Bezerro de Ouro", "Círculo de Champagne" e "Licor de Maracujá".
Morte
Abílio Pereira de Almeida suicidou-se aos 71 anos em São Paulo em 1977. Ele completaria cem anos em 2006 e foi homenageado pelo diretor Silnei Siqueira com uma nova montagem de "Moral em Concordata".